# Đại hội Đảng Cộng sản Việt Nam lần thứ VI
Đại hội Đảng Cộng sản Việt Nam lần thứ VI, hay còn gọi là Đại hội Đại biểu Toàn quốc lần thứ VI của Đảng Cộng sản Việt Nam, được tổ chức từ ngày 15 đến ngày 18 tháng 12 năm 1986 tại Hà Nội (họp trù bị từ ngày 5 đến ngày 14 tháng 12 năm 1986). Dự đại hội có 1.129 đại biểu thay mặt cho gần 1,9 triệu Đảng viên. Công tác chuẩn bị cho Đại hội Đại biểu Toàn quốc lần thứ VI kéo dài 19 ngày. Sau Hội nghị lần thứ XX, các tổ chức đảng cấp tỉnh và địa phương bắt đầu bầu Đại biểu dự Đại hội cũng như chuẩn bị các văn kiện Đại hội.
Đại hội đã đưa ra các cải cách kinh tế, được gọi là Đổi Mới, và bầu ra ban lãnh đạo mới của Đảng Cộng sản Việt Nam. Tổng Bí thư Trường Chinh đương nhiệm quyết định về hưu và trao quyền lại cho ông Nguyễn Văn Linh lên thay. Sau đó, Đại hội cũng đã bầu các thành viên của Bộ Chính trị Ban Chấp hành Trung ương Đảng Cộng sản Việt Nam khóa VI, Ban Bí thư Ban Chấp hành Trung ương Đảng Cộng sản Việt Nam khóa VI và Ủy ban Kiểm tra Trung ương Đảng Cộng sản Việt Nam. Cũng trong Đại hội, Hội đồng Cố vấn Ban Chấp hành Trung ương Đảng Cộng sản Việt Nam được thành lập, bao gồm các cán bộ cấp cao, chủ chốt trong bộ máy chính trị đã hết nhiệm kỳ tại Đại hội Đoàn toàn quốc lần thứ VI. Đại hội nhấn mạnh nhiệm vụ phải xây dựng và củng cố quan hệ sản xuất xã hội chủ nghĩa. Đây cũng là lần đầu tiên các tổ chức thông tấn phương Tây được phép đưa tin.

## Bối cảnh

### Hội nghị lần thứ VIII và những cải cách
Hội nghị lần thứ VIII Ban Chấp hành Trung ương khóa V (ngày 10–17 tháng 6 năm 1985) – và các hội nghị lần thứ VI (ngày 3–10 tháng 7 năm 1984) và lần thứ VII (ngày 11–17 tháng 12 năm 1984) – đã đặt ra yêu cầu chỉ đạo đánh giá lại tổ chức, nhân sự và hiệu quả hoạt động của Đảng. Theo Báo cáo Về công tác xây dựng Đảng của Ban Chấp hành Trung ương khóa IV trình tại Đại hội đại biểu toàn quốc lần thứ V của Đảng, "chỗ yếu kém trong cơ cấu tổ chức của Đảng và Nhà nước từ trung ương đến cơ sở nói chung hiện nay là bộ máy tổ chức cồng kềnh, nặng nề mà hiệu lực lại thấp, chế độ trách nhiệm không rõ ràng; sự phân định về chức năng, trách nhiệm, quyền hạn giữa cơ quan đảng, cơ quan nhà nước và các đoàn thể, giữa cấp trên và cấp dưới, giữa cơ quan quản lý với các đơn vị sản xuất, kinh doanh, sự nghiệp, giữa cá nhân và tập thể đều chưa thật rõ." Bên cạnh đó, những biểu hiện tiêu cực đã xuất hiện ở không ít cán bộ, đảng viên, thể hiện qua tình trạng tham nhũng, sự tha hóa, cứng nhắc, thiếu trung thực, thiếu kỷ luật.
Đảng đã đề ra ba biện pháp để đảo ngược sự suy thoái này: (1) làm cho các cán bộ đảng viên tập trung vào kinh tế kỹ thuật và trách nhiệm quản lý; (2) cán bộ phải được tổ chức đào tạo chuyên sâu về các lĩnh vực kinh tế và hành chính, trang bị cho họ các kỹ năng vận hành một nền kinh tế ngày càng phức tạp; và (3) thay đổi cán cân quyền lực trong đảng. Trong số tháng 5 năm 1986 của Tạp chí Cộng sản, Lê Đức Thọ nhấn mạnh sự cần thiết phải vượt qua những khẩu hiệu chính trị và nâng cao năng lực, kỹ năng quản lý của cán bộ trong các tổ chức đảng. Ông muốn thay đổi vai trò của đảng trong nền kinh tế từ vai trò thực hiện sang vai trò giám sát, quản lý. Một vấn đề khác là việc thiếu các cán bộ, nhân sự trẻ. Để giải quyết vấn đề này, Đảng thừa nhận sự cần thiết phải chuẩn hóa việc đào tạo nhân sự, tiêu chuẩn về thời hạn phục vụ và tuổi nghỉ hưu, cũng như sự luân chuyển định kỳ đối với cán bộ.
Ngay từ đầu trong quá trình đổi mới, Đảng đã củng cố, nâng cao trình độ đội ngũ chi bộ cấp cơ sở, tiếp tục phân cấp trách nhiệm, giao thẩm quyền cho các tổ chức cấp sở, ban, ngành, tăng cường vai trò của chính quyền địa phương trong quy hoạch kinh tế, quản lý thị trường và an ninh công cộng, đồng thời cố gắng nâng cao chất lượng, hiệu quả công tác kiểm tra, giám sát của Đảng. Từ đó, nâng cao hiệu quả bộ máy hành chính, song song với việc thực hiện các chính sách kinh tế mới.
Trong quý đầu tiên của năm 1986, Đảng tiếp tục thực hiện các kế hoạch của Hội nghị lần thứ VIII. Tuy nhiên, các kế hoạch ban đầu được đưa ra đã bị thất bại và yêu cầu điều chỉnh khẩn cấp. Các báo cáo cho thấy các cải cách năm 1985 dẫn đến lạm phát tràn lan, và Hội nghị lần thứ IX (giữa tháng 12 năm 1985) buộc ban lãnh đạo trung ương phải áp dụng lại chính sách phân chia khẩu phần vào để giảm bớt khó khăn cho người nghèo. Vào tháng 3, chính phủ cũng đã hợp pháp hóa các doanh nghiệp tư nhân có quy mô nhỏ, hạn chế trong lĩnh vực thủ công nghiệp và tiểu thủ công nghiệp, để hỗ trợ kiểm soát lạm phát. Đảng đã cố gắng đưa các quy luật thị trường vào nền kinh tế kế hoạch, đồng thời nhấn mạnh sự cần thiết phải kiểm soát thị trường. Ở giai đoạn đầu này, Đảng bắt đầu thảo luận về mức độ kiểm soát của nhà nước và hoạch định nền kinh tế. Ngày 8 tháng 4, Bộ Chính trị khóa V ban hành dự thảo nghị quyết về bảo đảm quyền tự chủ sản xuất, kinh doanh của các đơn vị kinh tế cơ sở. Nghị quyết đã cố gắng giải quyết vấn đề còn tồn tại bằng cách tinh giản bộ máy hành chính để hoạt động hiệu quả hơn. Tuy nhiên, trong khi ủng hộ việc tự chủ của các doanh nghiệp quốc doanh, Đảng vẫn tìm cách xóa bỏ thương mại cá thể. Ở giai đoạn này, các nhà chức trách không tìm cách thay đổi nhiệm vụ và trách nhiệm của các cơ quan Đảng và Nhà nước ở trung ương.

### Chuẩn bị
Việc lập kế hoạch cho Đại hội đại biểu toàn quốc lần thứ VI được bắt đầu từ Hội nghị lần thứ 10 Ban Chấp hành Trung ương khóa V kéo dài 19 ngày (từ ngày 19 tháng 5 đến ngày 9 tháng 6 năm 1986). Tổng Bí thư Lê Duẩn đọc diễn văn khai mạc, tại đây ông tái khẳng định cam kết cải cách của lãnh đạo Trung ương Đảng. Hội nghị Trung ương 10 nhất trí thông qua dự thảo Báo cáo chính trị trình Đại hội toàn quốc lần thứ VI. Công tác chuẩn bị cho Đại hội bắt đầu bằng đại hội Đảng cấp cơ sở và trên cơ sở.
Công tác chuẩn bị cho Đại hội bắt đầu chậm chạp. Trong một hội nghị của Ban Tổ chức Trung ương, việc thiếu sự chuẩn bị được chỉ ra là do một số chi bộ cơ sở Đảng chưa thể chuẩn bị nhân sự cho Đại hội. Bên cạnh đó, các cơ quan cấp trên đã cung cấp hướng dẫn không đầy đủ cho các tổ chức cơ sở về các nhiệm vụ soạn thảo báo cáo khác nhau. Ban Bí thư khóa V thông báo về việc triển khai công tác tự phê bình và phê bình vào ngày 11 tháng 3 trong tất cả các cấp ủy Đảng để chuẩn bị cho Đại hội. Các mục tiêu chính là tăng cường kỷ luật tại các cấp ủy Đảng, củng cố tổ chức cơ sở Đảng; đánh giá kết quả hoạt động của Đảng với trọng tâm là về kinh tế và quản lý kể từ sau Đại hội đại biểu toàn quốc lần thứ V; góp phần vào sắp xếp, bố trí lại nhân sử trong tương lai; tạo điều kiện thuận lợi cho việc soạn thảo các nghị quyết và chương trình nghị sự cho Đại hội và bổ nhiệm các cấp ủy địa phương mới. Ban Bí thư khóa V cũng đã công bố hướng dẫn cho việc bổ nhiệm, lựa chọn thành viên Ủy ban Nhân dân và Đảng bộ các cấp vào giữa tháng 3 năm 1986.

### Đại hội Đảng cấp địa phương
Đại hội cấp địa phương trước Đại hội toàn quốc lần thứ VI được tổ chức quy củ hơn so với các kỳ trước. Khác với các kỳ Đại hội trước, ban lãnh đạo trung ương của đảng đã ban hành các chỉ thị và chương trình đào tạo cho cán bộ Đảng viên về cách tổ chức đại hội. Một số cán bộ Đảng viên được giao trách nhiệm hướng dẫn cấp dưới về dự thảo Báo cáo Chính trị của Ban Chấp hành Trung ương. Ủy ban Nhân dân các địa phương bắt đầu triệu tập hội nghị vào đầu tháng 8 để nghiên cứu dự thảo báo cáo. Các hội nghị này có vai trò như tiền thân của đại hội Đảng bộ cấp cơ sở và trên cơ sở, tại tỉnh, thành phố và các doanh nghiệp quốc doanh, bắt đầu được triệu tập vào giữa tháng 8. Tuy nhiên, có một số một số tổ chức Đảng cấp cơ sở đã tổ chức bầu cử sớm đại biểu dự Đại hội đại biểu cấp cao hơn.
Đại hội cấp trên cơ sở được triệu tập ở một số tỉnh vào cuối tháng 8, trong khi các tỉnh khác bắt đầu triệu tập vào cuối tháng 9. Các đại biểu từ các tổ chức đảng cấp cơ sở đã đưa ra nhiều ý kiến cụ thể về sự cần thiết phải cải cách trong các lĩnh vực tập trung cung ứng vật tư nông nghiệp, định giá hàng hóa nông nghiệp, thống nhất phương thức bao thầu sản phẩm và thống nhất quản lý thu mua hàng hóa nông nghiệp. Phần lớn các báo cáo truyền thông về các đại hội cấp huyện ghi nhận hầu hết có sự nhất trí về các mục tiêu kinh tế cơ bản, đi cùng với thảo luận và đề xuất sửa đổi dự thảo Báo cáo Chính trị, tiếp theo là một số đề xuất sửa đổi trong dự thảo Báo cáo Chính trị. Trong khi một số hội nghị chỉ trích dự thảo Báo cáo Chính trị, một số khác bày tỏ sự nhiệt tình hoặc nhất trí ủng hộ. Do Quốc hội không ban hành được dự thảo Kế hoạch 5 năm lần thứ 4, các hội nghị cấp huyện buộc phải thảo luận về các mục tiêu kinh tế địa phương chủ yếu vì thiếu dữ liệu kinh tế quốc gia.
Tổng Bí thư Trường Chinh trong bài phát biểu trước Ban Tổ chức Thành ủy Thành phố Hồ Chí Minh đã thừa nhận những khuyết điểm và sai lầm nghiêm trọng của các lãnh đạo trung ương Đảng trong lãnh đạo kinh tế, đồng thời phê phán việc áp đặt kiến trúc thượng tầng trong điều kiện Việt Nam hiện nay. Trường Chinh tán thành chương trình của Hội nghị lần thứ 8 Ban Chấp hành Trung ương khóa V và các khái niệm kinh tế mới, nhưng nói với những người tham dự rằng Bộ Chính trị khóa V đã thực hiện đánh giá một cách có hệ thống các chính sách kinh tế, trong đó có sự tiếp tục của nền kinh tế hỗn hợp, chấp nhận quyền sở hữu tư nhân trong tương lai gần, sự cần thiết phải chấm dứt chế độ tập trung quan liêu, cũng như phân cấp, phân quyền trong việc ra quyết định kinh tế. Trong bài phát biểu trước Đại hội lần thứ 4 của Tổ chức Đảng Thành phố Hồ Chí Minh, Nguyễn Văn Linh, Ủy viên Bộ Chính trị, Ban Bí thư khóa V, tán thành các cương lĩnh của các Hội nghị lần thứ 6, 7 và 8 của Ban Chấp hành Trung ương khóa V, đồng thời ủng hộ kết luận tại Hội nghị lần thứ 10 Ban Chấp hành Trung ương khóa V. Ông nhấn mạnh một số chỉ thị của Bộ Chính trị. Phạm Hùng, Bộ trưởng Bộ Nội vụ, trong bài phát biểu trước Đại hội tỉnh Cửu Long cho rằng việc áp dụng kinh tế thị trường và đổi mới chấp nhận sở hữu tư nhân sẽ không làm tổn hại đến quá trình chuyển đổi xã hội chủ nghĩa của Việt Nam. Hội nghị lần thứ 11 (ngày 17–25 tháng 11 năm 1986), phiên họp cuối cùng trước Đại hội VI, đã thông qua cương lĩnh của đại hội.

## Đại hội
Đại hội đại biểu toàn quốc lần thứ VI được triệu tập vào ngày 15 tháng 12 năm 1986 và kéo dài đến ngày 18 tháng 12 cùng năm. Đại hội tái khẳng định cam kết đối với chương trình đổi mới của Hội nghị lần thứ 8 Ban Chấp hành Trung ương khóa V, và đưa ra yêu cầu cần phải tăng sản xuất thực phẩm, hàng tiêu dùng và các mặt hàng xuất khẩu; tiếp tục nỗ lực kiểm soát tiểu thương và thương mại tư bản tư nhân, trong khi khẳng định tính tất yếu khách quan của sự tồn tại nền kinh tế nhiều thành phần; tái cơ cấu bộ máy hành chính nhà nước, xoá bỏ chế độ tập trung quan liêu bao cấp, tăng cường hiệu quả hệ thống quản lý kinh tế; làm rõ quyền hạn và thẩm quyền của chính phủ, và tổ chức lại bộ máy quản lý nhà nước hoạt động hiệu quả hơn; nâng cao năng lực tổ chức đảng, năng lực lãnh đạo và đào tạo cán bộ.
— Trích Báo cáo chính trị của Ban Chấp hành Trung ương Đảng khóa V trình tại Đại hội đại biểu toàn quốc lần thứ VI của Đảng do Trường Chinh, Tổng Bí thư Ban Chấp hành Trung ương Đảng (khóa V), Chủ tịch Hội đồng Nhà nước trình bày ngày 15 tháng 12 năm 1986
Trong Báo cáo chính trị trình Đại hội đại biểu toàn quốc lần thứ VI ngày 15 tháng 12, Trường Chinh cho rằng Ban Chấp hành Trung ương, Bộ Chính trị, Ban Bí thư và Hội đồng Bộ trưởng phải chịu trách nhiệm về những bất cập của nền kinh tế Việt Nam. Bản báo cáo có vai trò như một bản tự phê bình nghiêm khắc của ban lãnh đạo trung ương đảng. Những thất bại của ban lãnh đạo được nhắc lại bởi một loạt người tham dự Đại hội, trong đó có Nguyễn Văn Linh, Nguyễn Thanh Bình và Võ Trần Chí.
Trong khi ủng hộ sự thay đổi, Báo cáo Chính trị khẳng định giữ vững các nguyên tắc tổ chức và sinh hoạt trong Đảng. Nguyên tắc tập trung dân chủ vẫn không thay đổi và hệ thống quản lý tập trung của nhà nước đối với một số ngành nghề cũng sẽ được duy trì. Nghị quyết của Đại hội VI, trình trước Đoàn Chủ tịch Đại hội đại biểu toàn quốc trong phiên họp kín ngày 18 tháng 12, thừa nhận tầm quan trọng của việc tiến hành  từng bước chuyển đổi công thương nghiệp tư nhân; khẳng định hiệu lực của các hợp đồng kinh tế giữa các đơn vị sản xuất kinh doanh; công nhận sự kiểm soát của nhà nước đối với vật tư và hàng hoá do các xí nghiệp quốc doanh sản xuất; và ủng hộ việc tiếp tục các chính sách phân phối lao động. Về cơ bản, Đảng chấp nhận sự cần thiết phải thay đổi, nhưng vẫn kiên quyết duy trì các đường nét tổng thể của nền kinh tế sau Giải phóng. Các mục tiêu trước mắt của ban lãnh đạo đảng được đề ra trong Báo cáo chính trị là: "Bố trí lại cơ cấu sản xuất, điều chỉnh lớn cơ cấu đầu tư"; "Xây dựng và củng cố quan hệ sản xuất xã hội chủ nghĩa, sử dụng và cải tạo đúng đắn các thành phần kinh tế"; "Đổi mới cơ chế quản lý kinh tế"; "Phát huy mạnh mẽ động lực khoa học, kỹ thuật"; "Mở rộng và nâng cao hiệu quả kinh tế đối ngoại".
Bản Báo cáo chính trị và các bài phát biểu tại Đại hội đại biểu toàn quốc lần thứ VI của Đảng Cộng sản Việt Nam không cho thấy những thay đổi trong chính sách đối ngoại của Việt Nam. Đại hội tái khẳng định mối quan hệ bền chặt của Việt Nam với Liên Xô và "mối quan hệ đặc biệt" với các nước xã hội chủ nghĩa là Lào và Kampuchea (Campuchia). Tuy nhiên, Đại hội nhấn mạnh sự cần thiết phải tăng cường mối quan hệ với các nước thuộc Hội đồng Tương trợ Kinh tế. Yegor Ligachev, trưởng phái đoàn Liên Xô tham dự Đại hội, đã gây bất ngờ cho Việt Nam và nhiều nhà quan sát nước ngoài khi công bố gói viện trợ kinh tế 8–9 tỷ rúp (11–13 tỷ đô la Mỹ) vào thời điểm đó. Báo cáo Chính trị cũng đề cập đến tầm quan trọng của quan hệ Việt Nam với Ấn Độ và tầm quan trọng của việc tiếp tục tham gia vào của Phong trào không liên kết. Đại hội thể hiện mong muốn của Việt Nam trong tăng cường và mở rộng quan hệ hữu nghị với Thụy Điển, Phần Lan, Pháp, Úc, Nhật Bản và với các nước phương Tây khác trên cơ sở bình đẳng và cùng có lợi.
Võ Văn Kiệt, Phó Chủ tịch Hội đồng Bộ trưởng, trình bày Báo cáo về phương hướng, mục tiêu chủ yếu phát triển kinh tế – xã hội trong năm năm (1986–1990) trình Đại hội Đảng toàn quốc lần thứ VI. Các báo cáo chính trị và kinh tế nhấn mạnh đến chính sách Đổi Mới. Chuyên gia Carlyle Thayer viết rằng Võ Văn Kiệt có thể là người tiên phong trong việc ủng hộ khái niệm về cải cách và mở cửa. Trong bài phát biểu trước Đại hội, Võ Văn Kiệt nói, "Trong lĩnh vực kinh tế, đó là chuyển hướng về bố trí cơ cấu kinh tế, cơ cấu đầu tư, đổi mới các chính sách kinh tế và cơ chế quản lý, nhằm khai thác mọi tiềm năng của đất nước, giải phóng năng lực sản xuất, tăng nhanh sản phẩm xã hội, thực hiện mục tiêu ổn định tình hình kinh tế – xã hội, ổn định và cải thiện đời sống nhân dân." Võ Văn Kiệt cho rằng nông nghiệp chứ không phải công nghiệp nặng sẽ là quan trọng nhất trong những năm sắp tới. Trong bản báo cáo, Võ Văn Kiệt khẳng định, "Công nghiệp nặng, trong bước này, hướng trước hết và chủ yếu vào phục vụ nông nghiệp, công nghiệp nhẹ với quy mô và trình độ kỹ thuật thích hợp" Bản báo cáo cũng nhấn mạnh vai trò của xuất khẩu và sản xuất lương thực – thực phẩm, hàng tiêu dùng đối với phục hồi nền kinh tế Việt Nam. Mục tiêu phấn đấu là sản xuất 22–23 triệu tấn lương thực vào năm 1990. Trong khi các nhà chức trách có thể đạt được các mục tiêu này bằng nhiều cách khác nhau, các biện pháp khuyến khích vật chất và hợp đồng thành phẩm sẽ đóng một vai trò quan trọng.
Theo Báo cáo Kinh tế, việc tăng sản lượng ngũ cốc và lương thực sẽ làm tăng sản xuất hàng tiêu dùng. Báo cáo cho biết các chính sách này nhằm đảm bảo nhu cầu hàng ngày của người dân, tái tạo lực lượng lao động cũng như thu hút hàng triệu lao động để giải quyết vấn đề việc làm cho người dân, và trên cơ sở đó, tạo ra nguồn tích lũy và nguồn xuất khẩu quan trọng. Báo cáo Kinh tế cũng đặt ra mục tiêu tăng nhanh khối lượng xuất khẩu, mức xuất khẩu phải tăng khoảng 70% so với 5 năm trước, dựa vào các mặt hàng chính là "nông sản và nông sản chế biến, hàng công nghiệp nhẹ và tiểu, thủ công nghiệp, thủy sản". Báo cáo cũng chỉ ra rằng để đạt được những mục tiêu này, cần phải cải cách kinh tế, nâng cao hiệu quả (của hệ thống kinh tế). Bản báo cáo cũng đề cập đến tầm quan trọng tầm quan trọng của đầu tư nước ngoài và tiềm năng du lịch.
Đại hội đại biểu toàn quốc lần thứ VI đã bầu ra Ban Chấp hành Trung ương khoá VI. Tại Đại hội đại biểu toàn quốc lần thứ 4, 5 và 6, khoảng 45% Ban Chấp hành Trung ương Đảng Cộng sản Việt Nam được giữ lại, 18% các đảng viên được đề bạt từ Ủy viên dự khuyết Ban Chấp hành Trung ương Đảng Cộng sản Việt Nam lên Ủy viên chĩnh thức, và 37% được bầu lần đầu vào Ủy ban Trung ương với tư cách ủy viên chính thức hoặc dự khuyết. Đại hội VI tiếp tục xu hướng tăng quy mô của Ban Chấp hành Trung ương; số thành viên chính thức là 124 và số thành viên dự khuyết là 49. Hầu hết các cán bộ mới trong Ban Chấp hành Trung ương thuộc thế hệ thứ hai của những nhà cách mạng Việt Nam, những người nổi lên trong cuộc đấu tranh chống thực dân Pháp những năm 40 và 50 của thế kỷ 20. Thành phần của Ủy ban Trung ương cũng đã thay đổi, với sự gia tăng đáng kể của các chuyên gia kinh tế, nhà kỹ trị và bí thư tỉnh ủy, nhưng tỷ lệ quân nhân lại giảm. Chỉ 8% Ban Chấp hành Trung ương khóa VI thuộc Quân đội nhân dân Việt Nam. Số lượng quan chức cấp trung ương cũng giảm; 74% thành viên của Ban Chấp hành Trung ương khóa II là cán bộ cấp trung ương, trong khi chỉ có 46% Ủy viên Ban Chấp hành Trung ương khóa VI là cán bộ trung ương. Những thay đổi này phản ánh ưu tiên của Đảng đối với các vấn đề cơ bản của bộ máy hành chính.

### Hội nghị lần thứ nhất Ban Chấp hành Trung ương khóa VI
Vào ngày 18 tháng 12 năm 1986, các đại biểu đã bầu ra Ban Chấp hành Trung ương khóa VI, gồm 8 thành viên nhiều hơn Ban Chấp hành Trung ương khoá V, trong khi số thành viên dự khuyết tăng thêm 13. Như vậy, tổng số ủy viên Ban Chấp hành Trung ương khóa mới là 173. Sau khi kỳ họp bế mạc, Ban Chấp hành Trung ương khóa VI đã triệu tập Hội nghị lần thứ nhất để bầu thành phần Bộ Chính trị khóa VI, Ban Bí thư khóa VI Ủy ban Kiểm tra và các các cơ quan đảng cấp trung ương.
Hội nghị lần thứ nhất Ban Chấp hành Trung ương khóa VI đánh dấu dự thay đổi tư duy từ lãnh tụ hết đời sang tư duy lãnh đạo theo nhiệm kỳ. Đây có thể coi là sự thay đổi nhân sự lớn nhất trong lịch sử 56 năm của Đảng. Ngày 17 tháng 12, ba lãnh đạo cao nhất – Trường Chinh, Lê Đức Thọ – và người đứng đầu chính phủ Phạm Văn Đồng, tuyên bố từ chức và sẽ không ứng cử Bộ Chính trị khóa VI hoặc Ban chấp hành Trung ương khóa VI. Tuy nhiên, ba người này đã được bổ nhiệm vào Hội đồng cố vấn Ban Chấp hành Trung ương Đảng Cộng sản Việt Nam. Điều này không hẳn là mới; tại Đại hội đại biểu toàn quốc lần thứ V, sáu Ủy viên của Bộ Chính trị khóa V đã từ chức. Khi được các nhà báo nước ngoài hỏi liệu mô hình tương tự có tiếp tục hay không, một phát ngôn viên của đảng nói rằng nó sẽ tiếp tục tại Đại hội đại biểu toàn quốc lần thứ VI. Văn Tiến Dũng, Bộ trưởng Bộ Quốc phòng, đã nghỉ hưu khỏi Bộ Chính trị nhưng vẫn giữ ghế trong Ban Chấp hành Trung ương khóa VI. Hội nghị lần thứ 1 bầu Nguyễn Văn Linh kế nhiệm Trường Chinh làm Tổng Bí thư.

## Bộ Chính trị và Ban Bí thư
| Bộ Chính trị - Ủy viên chính thức: 1. Nguyễn Văn Linh (Tổng Bí thư) 2. Phạm Hùng 3. Võ Chí Công 4. Đỗ Mười 5. Võ Văn Kiệt 6. Lê Đức Anh 7. Nguyễn Đức Tâm 8. Nguyễn Cơ Thạch 9. Đồng Sĩ Nguyên 10. Trần Xuân Bách 11. Nguyễn Thanh Bình 12. Đoàn Khuê 13. Mai Chí Thọ 14. Đào Duy Tùng (từ tháng 5 năm 1988) - Ủy viên dự khuyết 1. Đào Duy Tùng (đến tháng 5 năm 1988) | Ban Bí thư 1. Nguyễn Văn Linh 2. Nguyễn Đức Tâm 3. Trần Xuân Bách 4. Đào Duy Tùng 5. Trần Kiên 6. Lê Phước Thọ 7. Nguyễn Quyết 8. Đàm Quang Trung 9. Vũ Oanh 10. Nguyễn Khánh 11. Trần Quyết 12. Trần Quốc Hương 13. Phạm Thế Duyệt 14. Nguyễn Thanh Bình (từ tháng 10 năm 1988) |

## Trích dẫn
1. 1 2  TTXVN 2016.
2. 1 2 3  Nhân Dân 2020.
3. 1 2 3  New York Times 1986.
4. ↑  Thayer 1991, tr. 22.
5. 1 2  Chan 1986.
6. 1 2  Stern 1987, tr. 345.
7. ↑  Đảng Cộng sản Việt Nam 1982.
8. 1 2 3 4 5 6  Stern 1987, tr. 346.
9. ↑  Stern 1987, tr. 346-347.
10. 1 2  Stern 1987, tr. 347.
11. 1 2  Stern 1987, tr. 348.
12. 1 2 3  Stern 1987, tr. 349.
13. 1 2 3 4 5  Stern 1987, tr. 350.
14. 1 2 3  Stern 1987, tr. 353.
15. ↑  Stern 1987, tr. 353–354.
16. ↑  Stern 1987, tr. 354.
17. 1 2 3 4 5 6  Stern 1987, tr. 355.
18. 1 2 3 4  Stern 1987, tr. 356.
19. ↑  Stern 1987, tr. 357.
20. ↑  Stern 1987, tr. 357–358.
21. 1 2 3  Stern 1987, tr. 358.
22. 1 2 3  Stern 1987, tr. 359.
23. 1 2  Đảng Cộng sản Việt Nam (a) 1986.
24. 1 2 3 4 5 6 7 8  Stern 1987, tr. 360.
25. 1 2  Nick B. Williams Jr 1986.
26. 1 2 3 4 5 6  Thayer 1987, tr. 17.
27. 1 2 3 4  Thayer 1987, tr. 18.
28. ↑  Thayer 1987, tr. 19.
29. 1 2  New York Times (b) 1986.
30. 1 2  Thayer 1987, tr. 14.
31. 1 2 3 4  Đảng Cộng sản Việt Nam (b) 1986.
32. 1 2 3 4 5 6  Thayer 1987, tr. 15.
33. ↑  Kiernan 2017, tr. 480.
34. ↑  Peter Eng 1987.
35. 1 2 3 4 5 6  Thayer 1987, tr. 16.
36. ↑  Peter Eng 1986.
37. 1 2 3  New York Times (a) 1986.
38. ↑  UPI 1986.
39. ↑  Thayer 1987, tr. 13.
40. ↑  Watts 1986.
41. ↑  Đảng Cộng sản Việt Nam (a) 2018.
42. ↑  Đảng Cộng sản Việt Nam (b) 2018.

### Sách
- Kiernan, Ben (2017). Việt Nam: a history from earliest time to the present. Nhà xuất bản Đại học Oxford. ISBN 9780195160765.
- Thayer, Carlyle (1991). "Renovation and Vietnamese society: The changing roles of government and administration". Trong Forbes, Dean K. (biên tập). Doi Moi: Vietnam's Renovation, Policy, and Performance. Australian National University. Department of Political and Social Change. tr. 21–33. ISBN 978-0731513031.

### Văn kiện Đại hội Đảng
- Đảng Cộng sản Việt Nam (1982). "Báo cáo Về công tác xây dựng Đảng của Ban Chấp hành Trung ương khóa IV trình tại Đại hội đại biểu toàn quốc lần thứ V của Đảng". Đảng Cộng sản Việt Nam.
- ——————————— (1986). "Báo cáo chính trị của Ban Chấp hành Trung ương Đảng khóa V trình tại Đại hội đại biểu toàn quốc lần thứ VI của Đảng". Đảng Cộng sản Việt Nam.
- ——————————— (1986). "Phương hướng, mục tiêu chủ yếu phát triển KT - XH trong 5 năm 1986 - 1990". Đảng Cộng sản Việt Nam.
- ——————————— (2018). "DANH SÁCH BỘ CHÍNH TRỊ KHÓA VI (1986 - 1991)". Đảng Cộng sản Việt Nam.
- ——————————— (2018). "DANH SÁCH BAN BÍ THƯ KHÓA VI (1986 - 1991)". Đảng Cộng sản Việt Nam.

### Tạp chí khoa học
- Stern, Lewis (1987). "The Vietnamese Communist Party in 1986: Party Reform Initiatives, the Scramble towards Economic Revitalization, and the Road to the Sixth National Congress". Southeast Asian Affairs. Quyển 14 số 1. Viện Nghiên cứu Đông Nam Á. tr. 345–363. doi:10.1355/seaa87t. JSTOR 27908584.
- Thayer, Carlyle (tháng 6 năm 1987). "Vietnam's Sixth Party Congress: An Overview". Contemporary Southeast Asia. Quyển 9 số 1. Viện Nghiên cứu Đông Nam Á. tr. 12–22. doi:10.1355/cs9-1b. JSTOR 25797929.

### Báo chí
- Chan, Ted (ngày 14 tháng 12 năm 1986). "The Sixth Vietnamese Communist Party Congress opened Monday in..." Bangkok: UPI.
- New York Times (ngày 16 tháng 12 năm 1986). "SHAKE-UP IN VIETNAM IS EXPECTED". New York Times.{{Chú thích web}}:  Quản lý CS1: ref trùng mặc định (liên kết)
- ——————— (ngày 17 tháng 12 năm 1986). "THREE TOP LEADERS RESIGN IN VIETNAM". New York Times.
- ——————— (ngày 25 tháng 12 năm 1986). "VIETNAM PARLEY ON NEW CHIEFS". New York Times.
- Nhân Dân (ngày 22 tháng 1 năm 2020). "Đại hội lần thứ VI của Đảng". Nhân Dân.
- Nick B. Williams Jr (ngày 16 tháng 12 năm 1986). "Vietnam Leader Criticizes Self, Others as Party Congress Starts". Los Angeles Times.
- Peter Eng (ngày 18 tháng 12 năm 1986). "Party Leader Of Ho Chi Minh City Named Country's Top Leader". Associated Press.
- ————— (ngày 17 tháng 6 năm 1987). "Vietnam Opening Doors to Tourists, Including Americans". Associated Press.
- TTXVN (ngày 19 tháng 1 năm 2016). "Sixth National Party Congress". VietnamPlus.
- United Press International (ngày 18 tháng 12 năm 1986). "Vietnam closed its watershed Sixth Party Congress today, naming..." Bangkok: UPI.
- Watts, David (ngày 19 tháng 12 năm 1986). "Vietnam party picks reformer in a rout for the old guard". Tokyo: The Times.